# Polaris Inc.
A Polaris Inc. amerikai autógyártó, amelynek központja az Egyesült Államokban, Minnesota államban, Medinában található. A Polarist a minnesotai Roseau-ban alapították, ahol még mindig vannak mérnöki és gyártási létesítményei. A vállalat 2017 januárjáig a Victory Motorcycles leányvállalatán keresztül gyártott motorkerékpárokat, jelenleg pedig az Indian Motorcycle leányvállalatán keresztül, amelyet 2011 áprilisában vásárolt meg.  A Polaris 1994 és 2004 között vízi járműveket is gyártott. A cég eredeti neve Polaris Industries Inc. volt, majd 2019-ben átnevezték Polaris Inc.-re. 
A Robin (a Subaru Corporation leányvállalata) korábban terepjáró (ATV) és motoros szánok motorjait fejlesztette és szállította a Polaris Inc. számára. 1995-től a Polaris Magnum 425 négyütemű ATV-vel, majd 1997-től a "twin 700" bevezetésével " motorosszán motor A Polaris megkezdte a "Liberty" motorcsalád fejlesztését és gyártását, amely jelenleg számos modellben megtalálható a jelenlegi gyártósorokon. Azóta a Polaris tovább fejleszti házon belüli motorgyártási kapacitását, most saját erőművét tervezi és gyártja, miközben fenntartja a Subaruval való partnerséget.
2010-ben a Polaris a haszon- és sportjármű-szerelvényeinek egy részét Mexikóba helyezte át. Az alkatrészeket Osceolában (Wisconsin) gyártják, a jármű összeszerelését pedig Roseauban (Minnesota állam) végzik. Az off-road vonal hajtásláncának és járműveinek túlnyomó többségét az osceolai, illetve a roseau-i létesítményekben gyártják. Mind a Victory, mind az indiai motorkerékpár márka amerikai gyártású, komplett hajtásláncokkal és járműszerelvényekkel, amelyek a wisconsini Osceolában és az iowai Spirit Lake-ben találhatók.

## Története
Edgar Hetteen (később a wisconsini St. Germain-i Snowmobile Hírességek Csarnokának leírása szerint a motorosszán atyja), David Johnson és Edgar testvére, Allan Hetteen partnerek voltak a Minnesota állambeli Roseauban lévő Hetteen Hoistban és Derrickben. Edgar 1934-ben, a nyolcadik osztály után abbahagyta az iskolát. David Johnson és a cég alkalmazottai, Paul Knochenmus és Orlen Johnson, aki az első ember volt, aki Polarison ült, úgy döntött, hogy létrehoznak egy olyan járművet, amely képes áthaladni a havon. E járművek elsődleges célja a vadászterületek elérhetőbbé tétele volt. David Johnson és több alkalmazottja 1954-ben készítette el a prototípust, miközben Edgar üzleti úton volt. Edgar visszatért Roseau-ba, hogy felfedezze a hógépet, és dühös volt, amiért az alkalmazottak idejüket és vállalati erőforrásaikat a gépre fordították. Ez az első gép gabonasiló szállítószalagot használt sínekként, Briggs and Stratton motort és egy régi Chevy lökhárítót a sílécekhez. Edgar szkeptikus volt az értékével kapcsolatban, és az 1. számú szánkót hamarosan eladták a Roseau fagyár tulajdonosának, "Silver Pete" H.F. Petersonnak 465 dollárért, hogy fedezze a cég fizetését.
Az alkalmazottak azonban továbbra is a motoros szánok építésére összpontosítottak, és hamarosan elkészült egy második modell is, Allan Hetteen vezetésével; Polaris Sno Travelernek hívták. Az első sorozatgyártású modell 1956-ban gördült le a minnesotai futószalagról. Az eredeti modellek közel 450 kg-ot nyomtak, és körülbelül 32 km/h sebességgel haladtak. Ahogy a Polaris motoros szánok elterjedtek, Edgar Hetteen az új termékcsalád szószólója lett. Az új motoros szán népszerűsítése, valamint megbízhatóságának és hasznosságának bizonyítása érdekében 1960-ban Edgar három hószánnal, 1200 mérföldes túrát vezetett az alaszkai vadonban, az alaszkai Bételből indulva. Az út három hétig tartott, és az idő nagy részében Edgar küzdött a 10 mérföld/órás sebesség fenntartásával a hó felett. A Fairbanks Daily News-Miner a címlapjára tette őket. Edgar távolléte azonban problémákat okozott neki a Roseau bank igazgatótanácsában. Nem sokkal az utazás befejezése után Edgar júniusban elhagyta a céget, és Polar Manufacturing néven versenytárs céget alapított Thief River Fallsban, Minnesotában. A cégnév később Arctic Enterprises-ra változott; az 1980-as évek közepén csődöt jelentett a hanyatló motorosszán-eladások miatt. Recesszió és túltermelés volt, valamint  szegényes tél, amely sok gyártó megszűnését okozta. A cég végül kikerült a csődből, és ma Arctic Cat néven működik.
A Polaris az 1960-as évek elején kezdett el kisebb fogyasztású, első motoros motoros szánt fejleszteni, hogy felvegye a versenyt a Ski-Doo-val. 1964-ben a Polaris kiadta az Üstököst. Az Üstökös azonban hamarosan problémákba ütközött, mivel nem tudott minden típusú hóviszonyok között közlekedni. A Polaris ezután visszahívta a szánokat, és gyorsan kifejlesztett egy új prototípust, hogy elkerülje a csődöt. Az új modell, az 1965-ös Mustang családi motoros szánként vált slágerré, és fellendítette a Polaris eladásait. A Polaris az 1960-as és 1970-es években folytatta az ehhez a modellhez hasonló motoros szánok fejlesztését, és a motorosszán-ipar egyik vezetőjévé vált.
Az 1980-as évek elején a Polaris elkezdett egy Indy stílusú motoros szánt készíteni IFS-sel és szélesebb kiállással. A 90-es években folytatták az Indy stílusú szánkót a Storm, XLT, XCR, Ultra, RMK és Trail vonalakkal, az elmúlt néhány évben a Polaris újra bevezette az INDY modell nevét. 1985-ben a Polaris bemutatta a Scrambler ATC-t és a Trail Boss-t, amelyeket az első amerikai gyártmányú, sorozatgyártású terepjárónak (ATV) tekintenek. Az 1990-es évek elején a Polaris bemutatta a Polaris Rocky Mountain King (RMK) nevű motorosszánt, amely kifejezetten hegyi terepre való. 2009 májusában a Polaris bejelentette az On-Road Vehicle Division létrehozását. Az új részleg a Victory motorkerékpárok és más közúti termékek és márkák termelésével foglalkozik. 2010-ben a Polaris bemutatta a Polaris Rush motorosszánt, amely új felfüggesztési rendszerrel és jobb nyomkövetési képességekkel rendelkezik. Ez a motoros szán retro grafikával is elérhető a Rush és Iq modelleken. 2005 végén a Polaris bejelentette, hogy megvásárolja a KTM Motorcycles egy részét. Ezzel a vállalkozással a KTM kifejlesztette saját ATV-jét, a Polaris pedig a KTM 525 és 450 erőforrásokat használó Sport ATV-ket.
2010. május 21-én a Polaris bejelentette, hogy új gyártóüzemet nyit Mexikóban. A wisconsini Osceolában található testvértelep továbbra is teljes mértékben működik. A mexikói Monterrey-i létesítmény megnyitása várhatóan évi 30 millió dollárt takarít meg a vállalatnak, és a megtakarítások nagy része az alacsonyabb bérekből származik. A Monterrey-i üzemben 3 összeszerelő sor található, amelyek a Ranger egymás melletti gyártására szolgálnak a globális piacok számára. A Monterrey-i létesítmény eredeti célja az Egyesült Államok déli részének, valamint Mexikó és Észak-Amerika piacainak kiszolgálása volt.
2011 októberében a Polaris befektetést jelentett be a Brammo, Inc.-be, egy elektromos járműveket gyártó cégbe, amelynek székhelye az Egyesült Államokban, Oregon államban, Ashland államban található. Az első sorozatgyártású elektromos motorkerékpárját, a Brammo Enertiát Ashlandben szerelik össze, és márkakereskedésekben értékesítik. A Polaris folytatta befektetését Brammóban, amikor 2012 júliusában részt vett a Brammo Series C finanszírozási körének 13 millió dolláros nyitórészletében. A Polaris érdeklődést mutatott az elektromos meghajtás iránt, elkészítette a Ranger Side-by-Side elektromos változatát, és felvásárolta a Global Electric Motorcars-t (GEM). Ahogy egy publikáció fogalmazott: "Ez a legújabb lépés valószínűleg azt jelzi, hogy a globális óriáscég márkája alá tartozó ATV-k és motorkerékpárok tiszta és csendes hajtásláncaival egészülnek ki – a motoros szánoknak meg kell várniuk az akkumulátor áttörését, mielőtt kereskedelmi forgalomba kerülnének." Januárban 2015. 15-én a Polaris bejelentette, hogy megvásárolta a teljes elektromos motorkerékpár üzletágat a Brammótól. Az elektromos motorkerékpárok gyártását a tervek szerint 2015 második felében kezdik meg a Polaris gyárában az iowai Spirit Lake-ben. A Polaris Victory és Indian motorkerékpárokat is gyárt a Spirit Lake gyárban.
2012-ben a 2013-as Indy 600 és Indy 600 SP kiadásával újraindult az Indy nevű szánok gyártása (2004-ben az Indy 500-zal leállt). 2014-re a Polaris kibővíti az Indy nevet, és modellváltozatokat kínál szinte minden kategóriához (az egyetlen kivétel a "Mountain" osztály).
2013. április 11-én a Polaris bejelentette, hogy felvásárolja az Aixam-Mega francia négykerekűeket gyártó céget.
2015. január 9-én a Polaris bejelentette, hogy új, 600 000 négyzetméteres létesítményt nyit az alabamai Huntsville-ben, amely legalább 1700 dolgozót foglalkoztat majd. Az új gyártóüzem építése 2015 elején kezdődik, és 2016 tavaszára várható. Az üzem számos alapvető folyamatot támogat majd, beleértve a járművek összeszerelését, az alváz- és karosszériafestést, a hegesztést, a gyártást és a fröccsöntést.
2016. március 7-én a Polaris megvásárolta a Taylor-Dunnt, az ipari járműveket gyártó Anaheimben, Kaliforniában.
2017. január 9-én a Polaris elnök-vezérigazgatója, Scott Wine bejelentette, hogy leállítják a Victory Motorcycles-t. Bejelentették, hogy a következő 10 évben továbbra is betartják a garanciákat és alkatrészeket gyártanak a Victory Motorcycles számára.
2018 áprilisában a Polaris Industries beleegyezett, hogy rekord összegű, 27,25 millió dolláros polgári jogi büntetést fizet a hibás terepjárók bejelentésének elmulasztása miatt.
2018 májusában a Polaris újra belekezdett a hajógyártásba, és megvásárolta az indianai székhelyű Boat Holdings LLC-t 805 millió dollárért. A vállalat 2019 januárjában tovább fektetett a hajózási részlegébe a Marquis-Larson Boat Group felvásárlásával a Wisconsin állambeli Pulaskiból. A Marquis-Larson gyártását áthelyezték egy Syracuse-i üzembe, Indiana államba. Ezután elkészítették a Polaris Slingshot háromkerekűt.
2019. július 29-én a vállalat nevét Polaris Industries Inc.-ről Polaris Inc.-re változtatta, és 2019. augusztus 8-án új néven kezdte meg a kereskedést.
2023. július 20-án a Polaris megvásárolta a Walker Evans Racinget.
2023-ban a cég piacra dobta a teljesen elektromos Ranger XP Kinetic-et (elektromos motor és elektromos sebességváltó). 2022-ben megjelent a Godfrey's Mighty G Pontoon, amely kompatibilis elektromos vagy gázhajtással is, és a fogyasztók az elektromos fúrótornyokat részesítették előnyben.
Az Ethisphere a Polaris Inc.-t 2023-ban a világ legetikusabb vállalatai közé sorolta. A 2023-as díj 135 kitüntetettje 19 ország és 46 iparág képviseletében. 2024-ben a cég felkerült az Ethisphere listára is (36 címzett, 20 ország, 44 iparág). Ahhoz, hogy a világ legetikusabb vállalatai közé kerüljön, a pályázónak több mint 240 különböző bizonyítékot kell bemutatnia a vállalat kultúrájáról, a környezeti és társadalmi menedzsment gyakorlatától a befogadási követelmények betartásáig.

## Verseny
A Polaris Racing a World Power Sports Association (WPSA) Snocross pályáján a négy nagy gyári versenycsapat egyike. 44 aláírt versenyzővel Hill Crossban, Oval Track Racingben és Cross Country Racingben is indulnak. A Polaris Racing Team 8 különböző bajnokságot nyert a 2006–2007-es szezonban. Arnar Gunnarsson (#26) nyerte a Pro Opent, Gústi (#10) a Pro Stockot, Klara Björk (#89) nyerte a profi nőket Izlandon, T. J. Gulla (#44) nyerte a WPSA Pro Stock bajnokságot, Ross Martin (#837) ) megnyerte a WPSA Pro Open Championshipet, Kylie Abramson (#87) pedig a WPSA Pro női bajnokságot. Gabe Bunke (#74) megnyerte a USCC Pro 600 Class bajnokságot és az USCC Pro Open Class bajnokságot. Dustin Wahl (#74) megnyerte a Pro Ice 440 Championshipet, a Pro Ice Formula Championshipet és a Millenium 600 Open bajnokságot, John Cyr III (#99) pedig a 2004-es USCC Pro 700 Class bajnokságot. A Polaris Racing legtöbb versenyzője az IQR 440, 600 vagy 700 Racert vezeti, az osztálytól és az eseménytől függően. A Polaris szerezte meg a legtöbb győzelmet a világ leghosszabb, legkeményebb motorosszán-versenyén, az Iron Dog-on, egy 2000 mérföldes Alaszkán átívelő versenyen.

## Polaris Government and Defense
A Polaris Government and Defense (korábban Polaris Defense) a Polaris Industries 2005-ben alapított részlege, amelyet 2017-ben új márkanévvel ruháztak fel. A részleget azután hozták létre, hogy több éven át sikeresen bevezették a vállalat terepjáróit a katonai színtéren. A vállalat számos járművet gyárt az Egyesült Államok és a szövetséges erők kiszolgálására. A termékek közé tartozik az MRZR platform, az MVRS, az MV700, az RZR-SW és a DAGOR.

### MRZR
2016 novemberében az amerikai tengerészgyalogság 6,5 millió dollár értékű szerződést írt alá a Polarisszal 145 MRZR-D ATV szállítására. Utility Task Vehicle (UTV) néven a jármű egy olyan változata, amelyet az Egyesült Államok Különleges Műveleti Parancsnoksága már használ, de dízelmotorosra tervezték, és JP-8 üzemanyaggal is üzemeltethető. A tengerészgyalogosok azért vásárolták meg a páncélozatlan ATV-ket, mert elférnek egy MV-22 Ospreyben, így nagy távolságról is bevethetők, logisztikai támogatást nyújtva a szárazföldi harci egységeknek, segítve őket az utazásban és a készletek gyorsabb és egyszerűbb szállításában, mint korábban gyalogosan. A járművek négy katonát szállíthatnak, és van egy kis rakodóágyuk, amely 680 kg hasznos teher szállítására képes. Gyalogezredenként 18 MRZR-D kivetését tervezik. A járműveket 2017. január végétől áprilisig kell átadni.

### DAGOR
A DAGOR (Deployable Advanced Ground Off-road) egy erre a célra épített katonai terepjáró, amelyet a gyors külső és belső légi szállíthatóságra terveztek, és amely kereskedelmi forgalomban kapható off-the-shelf (COTS) alkatrészeket és hajtáslánc-rendszert tartalmaz világszerte elérhető alkatrészekkel. A DAGOR-t szerződés alapján fejlesztették ki az Egyesült Államok Különleges Műveleti Parancsnoksága és a Nemzetközi Különleges Műveleti Erők (SOF) elemeiből. A járművet a Roush Industries együttműködésével tervezték két éven keresztül, akik a gyártásért is felelősek. A DAGOR-t az Egyesült Államok Hadseregének Szövetsége 2014-es éves találkozóján mutatták be 2014 októberében. A DAGOR legfeljebb kilenc katonát tud elhelyezni: négy a kabinban, négy az ágyban, és egy tetőtüzér, akinek az ülése a bukóketrecben van felfüggesztve a kabinban.
A jármű akár 48 különböző fegyverkonfigurációban is konfigurálható a fegyvergyűrű és a több tűs rögzítő segítségével. A járművet egy könnyű, kereskedelmi forgalomban kapható, turbódízel / JP8 motor hajtja. A jármű 1400 kg-nál nagyobb hasznos teher szállítására alkalmas. Nagy mobilitású, nagy sebességgel durva terepen. A jármű CH-47 Chinook nehéz emelőhelikopterrel történő légi és belső légi szállításra, valamint UH-60 Black Hawk haszonhelikopterek alátámasztására alkalmas. A jármű támogatja az alacsony sebességű levegőcsepp (LVAD) módszert.
2018 márciusában a Polaris bemutatta a DAGOR A1-et, amely 20%-kal több hasznos teherbírásra képes, mint az eredeti DAGOR, és megnövelt menetmagassággal is rendelkezik.

## Üzemeltetők
- Ausztrália: A tervek szerint a Különleges Műveleti Parancsnokság 2015 januárjában kapta volna meg az első öt járművet próbaidőre.
- Ausztria: Jagdkommando
- Kanada: 2016 decemberében a Kanadai Különleges Műveleti Erők Parancsnoksága (CANSOFCOM) bejelentette, hogy szerződést írtak alá 52 ULCV beszerzésére azzal a lehetőséggel, hogy további 26 járművet szereznek be két év alatt. 2017 júliusában a CANSOFCOM élt azzal a lehetőséggel, hogy további 10 ULCV-t vásároljon, így az ULCV összlétszáma 62-re nőtt.
- Románia: 2023-ban több mint 50 járművet rendeltek.
- Türkmenisztán
- Egyesült Arab Emírségek: A szállításokat 2015 áprilisára tervezték az Egyesült Arab Emírségekbe.
- Egyesült Államok A tervek szerint 2014 novemberében a Különleges Műveleti Parancsnokság megkapta az első tizenöt járművet.
- 82. légideszant hadosztály

## Lásd még
- Polaris: modellautopont
- Polaris Hungary

## Fordítás
Ez a szócikk részben vagy egészben  a   Polaris_Inc. című angol Wikipédia-szócikk fordításán alapul.  Az eredeti cikk szerkesztőit annak laptörténete sorolja fel. Ez a jelzés csupán a megfogalmazás eredetét és a szerzői jogokat jelzi, nem szolgál a cikkben szereplő információk forrásmegjelöléseként.